# Gans (Oklahoma)
Gans – miejscowość w Stanach Zjednoczonych, w stanie Oklahoma, w hrabstwie Sequoyah.